# Гондолин
Го́ндолин (синд. Gondolin) — в легендариуме Дж. Р. Р. Толкина тайный город эльфов, построенный Тургоном в Первую Эпоху. Первоначально названный Ондолиндэ (кв. Ondolindë, «Скала Музыки Вод» — в честь родников на Амон Гварет), на синдарине он получил имя Гондолин (Gondolin, «Скрытая скала»).

## История основания города

Схематическая карта Белерианда.

Как сообщается в «Сильмариллионе», Вала Ульмо с помощью вещего сна открыл местонахождение долины Тумладен, где позже был построен город, Тургону, сыну Финголфина, Верховного короля нолдор. Ведомый Ульмо, Тургон достиг долины, ограждённой Окружными горами, посреди которой возвышался холм, названный Амон Гварет, Дозорный Холм. На нём Тургон решил основать город по образцу Тириона, который нолдор были вынуждены оставить, отправляясь в изгнание.
Город строился в полной тайне с 64 по 116 солнечные годы Первой Эпохи, скрытый горами от взора Моргота; население города составили все подданные Тургона из Невраста (почти треть нолдор Дома Финголфина) и ещё большее число синдар севера.

## Население города и его общественное устройство
Население города делилось на двенадцать Домов: Дом Короля, под предводительством самого Тургона; Дом Крота под властью племянника короля, Маэглина; Домом Ласточки правил Дуилин; Домом Небесной дуги — Эгалмот; Домами Столпа и Снежной башни руководил Пенлод; Галдор правил Домом Древа; Глорфиндел управлял домом Золотого Цветка; Дом Фонтана управлялся Эктелионом; Салгант же правил Домом Арфы; Домом Гневного Молота руководил Рог; телохранители Туора, народ Крыла, считались двенадцатым Домом.
Скрытое ущелье, ведшее из долины на юго-запад, было перегорожено семью вратами (из дерева, камня, бронзы, железа, серебра, золота и стали), которые постоянно охранялись. В Гондолин извне смогли попасть только пятеро: Маэглин и его отец Эол, братья Хурин и Хуор (принесённые туда по воздуху орлами Торондора) и сын последнего — Туор. Двое из них и выдали местоположение Гондолина Врагу: сначала Хурин — по неведению (стоя на месте заваленного прохода, он вспомнил о Тургоне вслух), затем Маэглин — умышленно.
Кузнецы Гондолина, владевшие искусством нолдор, создавали великолепные клинки, не подверженные коррозии и способные предупреждать о близости орков голубым свечением. Два таких меча — Оркрист и Гламдринг, а также короткий клинок Жало, впоследствии принадлежавший Бильбо и Фродо Бэггинсам, — упоминаются в повести «Хоббит, или Туда и обратно», а также в трилогии «Властелин колец».

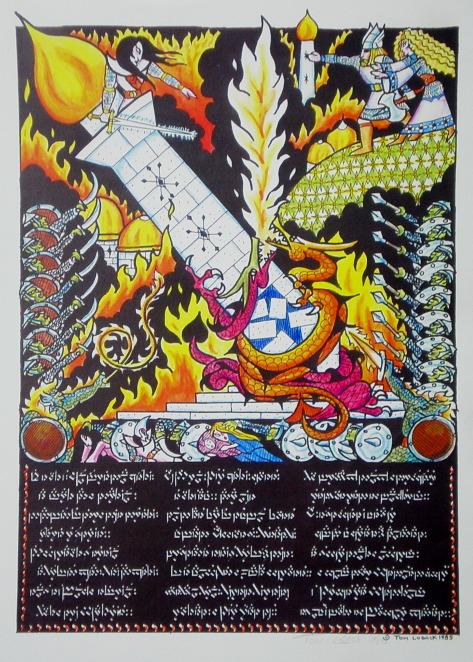
Т. Лобэк. Падение башни Тургона

## Падение Гондолина
Гондолин существовал уже около 400 лет к тому времени, когда после предательства Маэглина, племянника короля Тургона, войско Моргота осадило его. За всё это время ни одной живой душе, кроме Аредэль, Маэглина и Эола, а также Хурина и Хуора из Дома Хадора, которых принесли в Гондолин Орлы Манвэ, не удавалось найти путь к Гондолину через непроходимые горы Эхориата. Поэтому, когда в 495 солнечном году Первой Эпохи в Гондолин пришёл вестник Ульмо, Владыки Вод, — человек из Дома Хадора по имени Туор, сын Хуора, проводником которому послужил эльф-нолдо Воронвэ из Гондолина, чудом спасённый Ульмо от ярости Оссэ во время кораблекрушения, — король Тургон, уверовавший в непобедимость своего города и слишком привязавшийся к нему, отказался покинуть Гондолин. Это решение стало и для него, и для всего города роковым. Тургон приказал замуровать врата Гондолина. Однако мудрая и дальновидная Идриль, дочь Тургона, приказала подготовить тайный проход из города за пределы Эхориата.
В 509 солнечном году Первой Эпохи племянник короля Маэглин, неосторожно выйдя за границы Эхориата в поисках рудных жил, был схвачен орками и живым доставлен в Ангбанд. Искусно сыграв на страхе Маэглина перед пытками, а также посулив ему, что тот в случае согласия получит власть в Гондолине и принцессу Идриль, впридачу, Моргот сумел сломить эльфа, и тот выдал Врагу точное расположение Гондолина и подходы к нему (согласно «Книге утраченных сказаний», он также подробно осведомил Моргота о слабых и сильных местах обороны, а также посоветовал создать искусственных металлических драконов для того, чтобы сокрушить городские стены и ворота). Завербованный таким образом Маэглин был отпущен Врагом и беспрепятственно вернулся в Гондолин, где и ожидал втайне нашествия орд своего нового господина, что и произошло весной следующего, 510 солнечного года П. Э.

…И вот, в год, когда Эарендилю исполнилось семь, Моргот накопил силы и выслал на Гондолин балрогов, орков и волков; а с ними шли драконы Глаурунгова семени, и были они теперь многочисленны и ужасны. Воинство Моргота перевалило северные горы там, где вершины были всего выше, а бдительность слабее, и явились ночью, во время празднества, когда весь народ Гондолина собрался на стены, чтобы дождаться восхода солнца и пропеть гимны в его честь, ибо наутро был великий праздник, называвшийся Врата Лета. Но не на востоке, а на севере увенчал горы алый свет, и никто не пытался остановить натиск врагов, пока не подошли они под самые стены и город не оказался в безнадёжной осаде. О деяниях, отчаянных и доблестных, что были свершены тогда высокородными вождями и их воинами, да и самим Тургоном, повествуется в «Падении Гондолина»: о том, как слуги Тургона защищали его башню, пока она не рухнула; и величественны были её падение и гибель Тургона под обломками.— Дж. Р. Р. Толкин. Сильмариллион./Пер. Н. Эстель
Согласно ранней версии «Падения Гондолина», в осаде, помимо орков, драконов и балрогов, принимали участие боевые машины, движимые «внутренним огнём» и используемые для перемещения войск. Возможно, здесь нашли отражение впечатления Толкина от нового по тем временам вида вооружений — танков.

## История создания
История падения Гондолина, созданная в конце 1916 года, — первое законченное сочинение Толкина об Эа; она также является первым увидевшим свет произведением о мире Толкина.
30 августа 2018 года вышла книга «Падение Гондолина» под редакцией Кристофера Толкина.